# Odra Górna we Wrocławiu

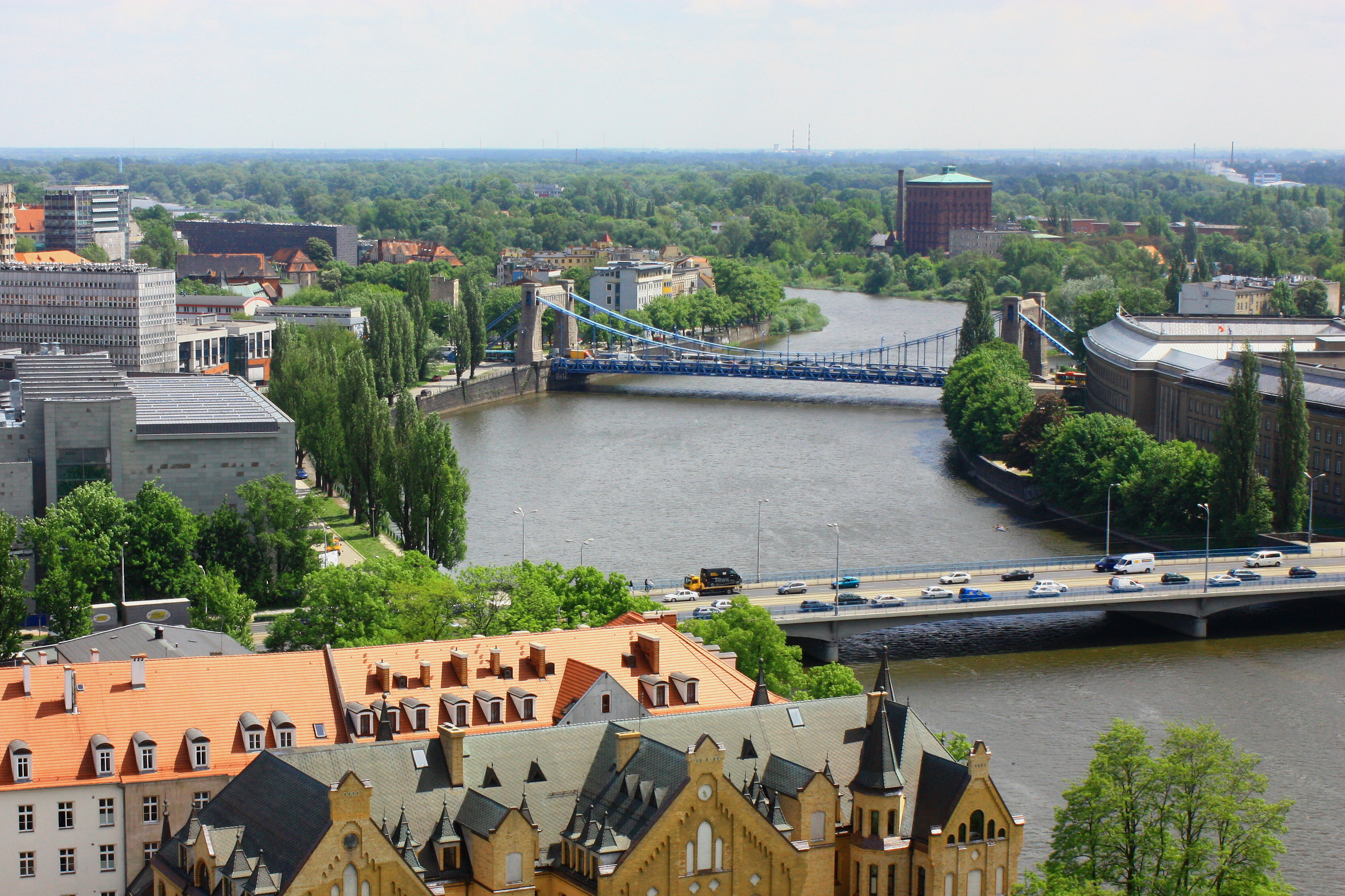
Odra Górna

Odra Górna we Wrocławiu (Obere Breslauer Oder) – odcinek Odry Głównej we Wrocławiu, którego początek znajduje się w Szczytnickim Węźle Wodnym, w miejscu rozdziału wód Odry, na Odrę Główną i Przekop Szczytnicki (Starą Odrę), natomiast koniec tego odcinka rzeki znajduje się w miejscu podziału Odry Głównej na dwa ramiona boczne w Śródmiejskim Węźle Wodnym: Odrę Północną i Odrę Południową, przed Wyspą Piasek. Początek Odry Górnej to 250,10 km biegu rzeki Odra (i początek równocześnie Przekopu Szczytnickiego), a koniec to 251,30 km Odry (i równocześnie początek Odry Północnej i Odry Południowej). Długość tego odcinka rzeki wynosi 1,20 km (2,5 km). Przez Odrę Górną przebiega śródmiejski szlak żeglugowy, który, w świetle obowiązujących w Polsce przepisów, nie jest drogą wodną.
Ten odcinek rzeki do końca XIX wieku był głównym szlakiem żeglugowym prowadzącym przez Wrocław. Obecnie wykorzystywany jest głównie do rekreacji i turystyki wodnej oraz rejsów pasażerskich białej floty. Na lewym jego brzegu zlokalizowany jest Port Ujście Oławy, za którym rzeka Oława uchodzi do Odry, nieco dalej znajduje się Zatoka Gondoli, dawny fragment fosy miejskiej, który był także ujściem dla rzeki Oława. Koryto rzeki na tym odcinku w dużej części zabezpieczone jest budowlami regulacyjnymi w postaci murowanych nabrzeży lub skarp umocnionych brukiem.
| km     | nazwa                       | rodzaj     | lewy brzeg                                                                         | prawy brzeg                       | fotografia |
| ------ | --------------------------- | ---------- | ---------------------------------------------------------------------------------- | --------------------------------- | ---------- |
| 250,10 | Przekop Szczytnicki         | bifurkacja | Ulica Na Grobli                                                                    | Przekop Szczytnicki               |            |
| 250,4  | Port Ujście Oławy           | port       | Port Ujście Oławy                                                                  | Wybrzeże Stanisława Wyspiańskiego |            |
| 250,4  | Ujście Oławy                | ujście     | Oława                                                                              | Wybrzeże Stanisława Wyspiańskiego |            |
| 250,5  | Most Grunwaldzki            | most       | Plac Grunwaldzki                                                                   | Plac Powstańców Warszawy          |            |
| 250,8  | Most Pokoju                 | most       | Ulica Kardynała Stefana Wyszyńskiego                                               | Plac Powstańców Warszawy          |            |
|        |                             | bulwary    | Bulwar Xawerego Dunikowskiego                                                      | Bulwar Odrzański                  |            |
|        | Zatoka Gondoli              | port       | Zatoka Gondoli Kładka Muzealna                                                     | Bulwar Odrzański                  |            |
|        | Przystań przy Hali Targowej | port       | Przystań przy Hali Targowej Bulwar Xawerego Dunikowskiego (Promenada Staromiejska) | Ostrów Tumski                     |            |
| 251,30 | Wyspa Piasek                | bifurkacja | Odra Południowa                                                                    | Odra Północna                     |            |

## Zobacz też

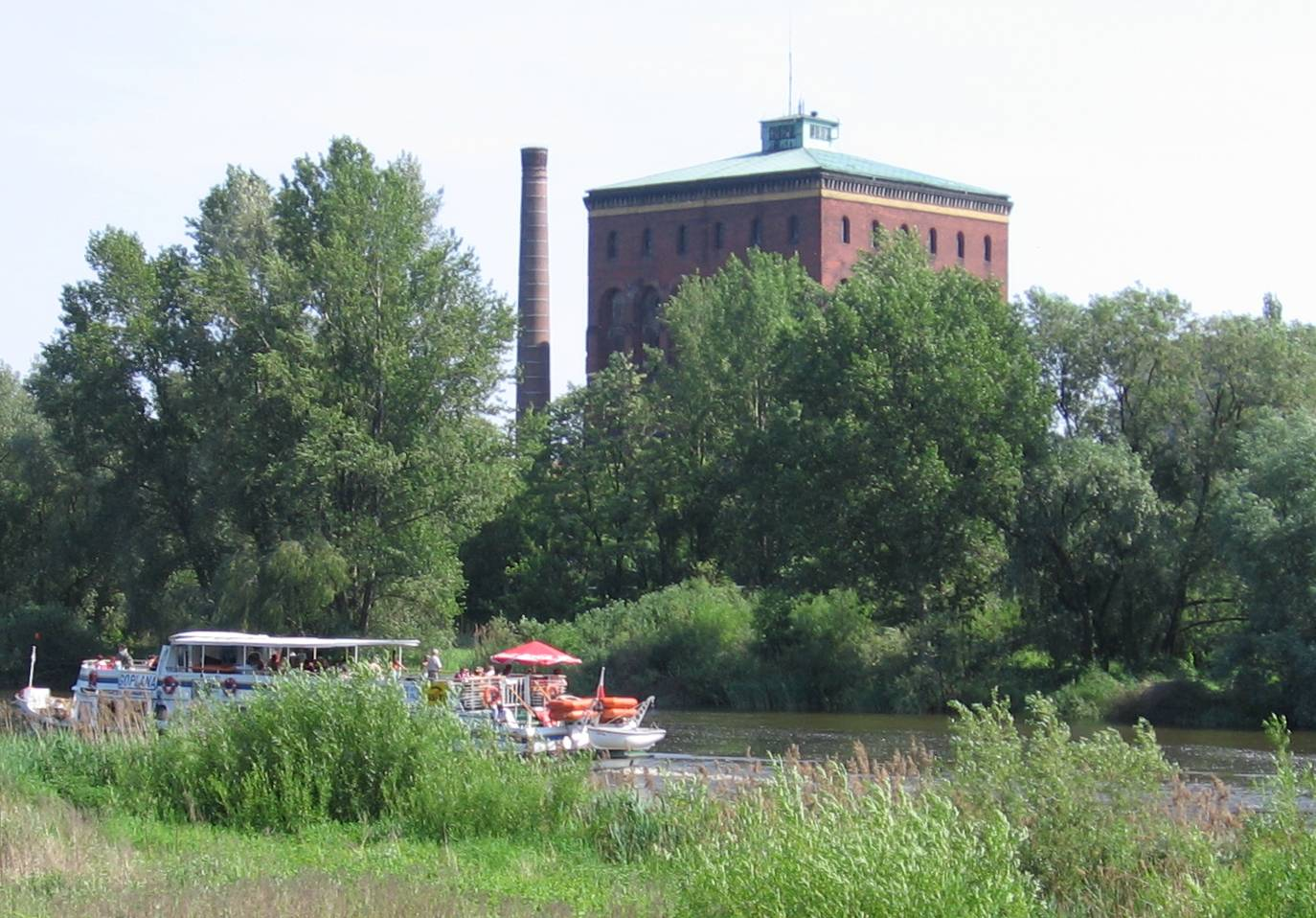
rejsy wycieczkowe po Odrze Górnej